# Fågelmara
Fågelmara er en landsby i Karlskrona kommun i Blekinge län i Sverige. Den har 366 (2023) indbyggere. I 2010 havde byen 374 indbyggere . Byen voksede frem efter 1899 da jernbanen mellem Karlskrona og Torsås  (Östra Blekinge Järnväg) blev bygget. Fågelmara ligger ved Europavej E22.